# Joleen Hakker
Joleen Hakker (30 mei 1981) is een Nederlands wielrenster en triatleet en voormalig Nederlands roeister.
Hakker is op haar 12e jaar blind geworden door medische complicatie na een operatie van een tumor op haar oogzenuw. Na deze operatie is ze gaan overwegen welke sporten ze nog zou kunnen doen nu ze blind geworden was. Voordat ze blind werd was ze al gaan roeien. En na de operatie zijn daar fietsen, skiën (alpine en XC) en andere sporten bij gekomen. 
Haar vriend begeleidt haar bij de meeste van deze sporten en ook bij het roeien. Ze vaart namelijk onder andere in een eenpersoonsboot en dan roeit hij voor haar uit en geeft met stemhulpen aan waar ze vaart.
Hakker heeft meerdere keren meegedaan in de LTA 4+ op de wereldkampioenschappen, en niet zonder succes. Ook kwam Hakker uit op de Paralympische Zomerspelen in Peking in de roeiklasse LTA4+.
Na 2008 ging ze op zoek naar een nieuwe uitdaging. Via een advertentie kwam ze uit bij de triatlon waar ze in het eerste jaar gelijk Europees kampioen werd. Vooral het wielrenonderdeel ging zo goed dat ze zich bij de KNWU heeft aangemeld. Ook daar ging ze gelijk met de snelsten mee en tijdens haar eerste WK is ze wereldkampioene tijdrijden voor dames op de tandem geworden. Hakker wist zich tijdens de Wereldbekerwedstrijden in Rome te kwalificeren voor de Paralympische Zomerspelen 2012 in Londen.
Triatlonis werd in 2014 toegevoegd aan het programma van de Paralympics. Hakker heeft hierop de keuze gemaakt zich als triatleet te kwalificeren voor de Paralympics van Rio 2016.
Hakker wordt gesponsord door Vereniging Bartimeus Sonneheerdt.

## Beste uitslagen

### Wereldkampioenschappen

#### Wielrennen
| Evenement   | Resultaat | Onderdeel | Voorrijder      |
| ----------- | --------- | --------- | --------------- |
| Quebec 2011 | goud      | Tijdrit   | Nynke Troelstra |

#### Roeien
| Evenement    | Resultaat | Onderdeel |
| ------------ | --------- | --------- |
| Amerika 2000 | goud      | Skiff     |